# Lola Pater
Lola Pater és una comèdia dramàtica francesa, belga i algeriana dirigida per Nadir Moknèche. Va ser presentada en la preestrena del Festival Internacional de Cinema de Locarno a la Piazza Grande el 3 d'agost del 2017. Ha estat doblada al català.

## Sinopsi
Quan mor sa mare, en Zino decideix d'anar a la recerca del seu pare, Farid, que els va abandonar quan ell era un infant. Però llavors descobrirà el motiu pel qual no s'hi ha criat i s'hi haurà d'enfrontar: és una dona transgènere, de nom Lola.

## Elenc[5]
- Fanny Ardant com a Lola/Farid Chekib
- Tewfik Jallab com a Zino Chekib
- Nadia Kaci com a Rachida
- Lucie Debay com a Paula
- Lubna Azabal com a Malika Chekib
- Véronique Dumont com a Catherine
- Bruno Sanches com a Fred
- Nadir Moknèche com a marit de Rachida
- Raphaëlle Bruneau com a guardiana de l'immoble
- Ahmed Zerari com a Lola jove
- Baptiste Moulart
- Lawrence Valin

## Recepció
La crítica va mostrar-s'hi positiva: va rebre una puntuació professional de 3,5/5 i una de popular de 3,3/5 al portal d'AlloCiné.